# Grand Prix-seizoen 1901
Het Grand Prix-seizoen 1901 was het tweede Grand Prix-jaar waarin de Gordon Bennett Cup werd verreden. Het seizoen begon op 17 februari en eindigde op 3 september na negen races.

## Kalender
| Datum       | Land                 | Racenaam                    | Circuit                          | Winnaar          | Constructeur | Verslag |
| ----------- | -------------------- | --------------------------- | -------------------------------- | ---------------- | ------------ | ------- |
| 17 februari | Frankrijk            | Circuit van het Zuidwesten  | Pau                              | Maurice Farman   | Panhard      | verslag |
| 25 maart    | Frankrijk            | Nice-Salon-Nice             | Publieke wegen                   | Wilhelm Werner   | Mercedes     | verslag |
| 12 mei      | Duitsland            | Mannheim-Pforzheim-Mannheim | Publieke wegen                   | Willy Tischbein  | de Dietrich  | verslag |
| 29 mei      | Frankrijk            | Parijs-Bordeaux             | Publieke wegen                   | Henry Fournier   | Mors         | verslag |
| 29 mei      | Frankrijk            | Gordon Bennett Cup          | Parijs-Bordeaux (Publieke wegen) | Léonce Girardot  | Panhard      | verslag |
| 27-29 juni  | Frankrijk, Duitsland | Parijs-Berlijn              | Publieke wegen                   | Henry Fournier   | Mors         | verslag |
| 30 juni     | Italië               | Coppa Italia                | Padua                            | Henry Fournier   | Panhard      | verslag |
| 24 augustus | Italië               | Piombino-Grosseto           | Publieke wegen                   | Felice Nazzaro   | Fiat         | verslag |
| 3 september | België               | Meeting van Oostende        | Oostende                         | Pierre de Caters | Mors         | verslag |

1894 · 1895 · 1896 · 1897 · 1898 · 1899 · 1900 · 1901 · 1902 · 1903 · 1904 · 1905 · 1906 · 1907 · 1908 · 1909 · 1910 · 1911 · 1912 · 1913 · 1914 · 1915 · 1916 · Eerste Wereldoorlog · 1919 · 1920 · 1921 · 1922 · 1923 · 1924 · 1925 · 1926 · 1927 · 1928 · 1929 · 1930 · 1931 · 1932 · 1933 · 1934 · 1935 · 1936 · 1937 · 1938 · 1939 · 1940-1945 (Tweede Wereldoorlog) · 1946 · 1947 · 1948 · 1949 
 Lijst van Grand Prix-wedstrijden voor 1950